# Aris-Nikolaos Peristeris
Aris-Nikolaos Peristeris (* 2. Januar 1998) ist ein griechischer Leichtathlet, der sich auf den Zehnkampf spezialisiert hat.

## Sportliche Laufbahn
Erste Erfahrungen bei internationalen Meisterschaften sammelte Aris-Nikolaos Peristeris im Jahr 2016, als er bei den U20-Balkan-Meisterschaften in Bolu mit einer Weite von 62,18 m den fünften Platz im Speerwurf belegte. Im Jahr darauf gelangte er bei den U20-Balkan-Meisterschaften in Pitești mit 60,46 m auf den achten Platz und 2019 wurde er bei den U23-Europameisterschaften in Gävle mit 7141 Punkten Zwölfter im Zehnkampf. 2022 siegte er mit 7887 Punkten bei den Balkan-Meisterschaften in Craiova und stellte damit eine neue Bestleistung auf und im Jahr darauf gewann er bei den Balkan-Meisterschaften in Kraljevo mit 7479 Punkten die Bronzemedaille hinter dem Kroaten Fran Bonifačić und seinem Landsmann Angelos-Tzanis Andreoglou. 2025 gewann er bei den Balkan-Meisterschaften in Volos mit 7454 Punkten die Silbermedaille hinter seinem Landsmann Angelos-Tzanis Andreoglou.
In den Jahren 2019, 2021 und 2022 wurde Peristeris griechischer Meister im Zehnkampf.

## Persönliche Bestleistungen
- Speerwurf: 68,14 m, 19. Juni 2022 in Craiova
- Zehnkampf: 7887 Punkte, 19. Juni 2022 in Craiova
  - Siebenkampf (Halle): 5317 Punkte, 13. Februar 2021 in Piräus